# Kershasp Tehmurasp Satarawala
Kershasp Tehmurasp Satarawala (* 15. Februar 1916 in Satara; † 20. August 2001 in Pune) war ein indischer Gouverneur und Diplomat.

## Leben
Kershasp Tehmurasp Satarawala war der Sohn von Meherbai und Tehmurasp. Er erwarb einen Master der Politikwissenschaft, war Großmeister des Staff College in Quetta und Fellow des BISF Management College in Warwicks im Vereinigten Königreich. Er war mit Frainy verheiratet. Sie hatten drei Töchter.
Von 1940 bis 1946 war er Offizier bei der British Indian Army. 1947 trat er dem Civil Services of India bei. Von 1952 bis 1956 war er Sekretäranwärter im indischen Verteidigungsministerium, von 1956 bis 1958 Geschäftsführer der Khadi and Village Industries Commission und von 1958 bis 1963 Verbindungssekretär des Union Ministries of Commerce, Ind zum Chief Controller, Imports & Exports. Anschließend war er von 1964 bis 1967 Secretär der Indischen Minen und Kraftwerke im Bundesstaat Gujarat, 1967 bis 1971 Direktor der Indian Airlines, der Hind Aeronautics Ltd, der India Tourism Corporation sowie der Air India. Von 1971 bis 1981 war er Berater der Regierungen von Gujarat, Orissa sowie Jammu und Kashmir. Von 1980 bis 1983 war er Mitglied des Indian Wild Life Board; Natl Committee on Environmental Planning. Von 1976 bis 1983 war er Geschäftsführer der Gujarat Aromatics Ltd. Von 1976 bis 1981 war er Generalsekretär der Family Planning Association of India.
1981 war er Mitglied der Minderheiten Kommission. 1982 war er Koordinator und stellvertretender Vorsitzender der Asienspiele. Von 24. Februar 1983 bis 4. Juli 1984 war er Gouverneur von Goa (einschließlich Daman und Diu) sowie Dadra und Nagar Haveli. Von 3. Juli 1984 bis 14. März 1985 war er Gouverneur des Punjab. Von 27. Juli 1985 bis 29. Februar 1988 war er Botschafter in Mexiko mit Zuständigkeit auch für Guatemala und El Salvador.
Satarawala wurde 1983 mit dem Padma Bhushan ausgezeichnet.